# Systropus bicoloripennis
Systropus bicoloripennis är en tvåvingeart som beskrevs av Hesse 1963. Systropus bicoloripennis ingår i släktet Systropus och familjen svävflugor. Inga underarter finns listade i Catalogue of Life.